# میکولا پروستاروف
میکولا پروستاروف (اوکراینی: Микола Просторов؛ زادهٔ ۱۸ دسامبر ۱۹۹۴) ورزشکار المپیک  اهل اوکراین است.